# 草屯紫微宮
23°57′53″N 120°40′51″E / 23.964820°N 120.680871°E
草屯紫微宮，是位於臺灣南投縣草屯鎮上林里的玄天上帝廟，為當地的簡姓庄民所祭祀。

## 沿革

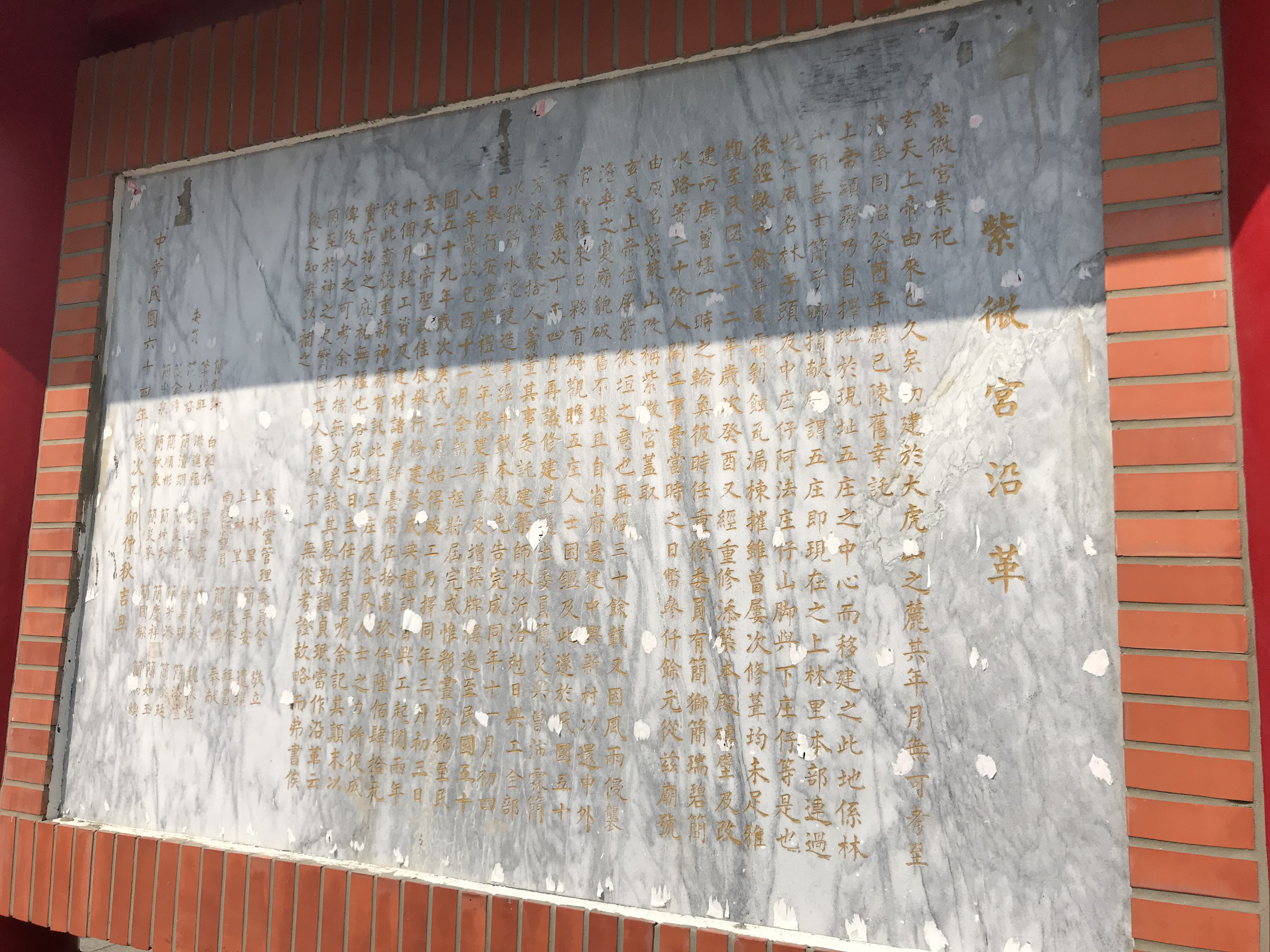
沿革

### 清治時期
相傳古代有簡姓三兄弟各帶一尊玄天上帝像至臺灣，大房來到雲林、二房定居草屯、三房落腳集集，其中二房的神像為銅雕材質，僅12公分高，成為此廟的開基神像。但廟的建立年代已不可考，最早建於草屯大虎山，原廟號「紫薇山」，俗稱「帝爺廟」。
同治癸酉年（1873年），北投埔庄總理簡春林首倡，就林仔頭、山腳、營盤口、北投埔等庄，聚資銀洋四百餘元，建廟於山腳簡溪宅後，廟地係由林仔頭善士簡子卿所獻。
光緒元年（1875年），建築受暴風雨損壞，遂又向山腳、林仔頭二庄民募款，將廟遷建於林仔頭庄現址，該年九月興工，光緒二年（1876年）四月竣工。據廟委簡沛霖表示，傳說當時神轎忽然起乩，直衝進一間民宅內，並由乩童表示帝爺相中這塊八卦地，望在此興建宮廟，但屋主是堪輿師，深知風水極佳，起初不願提供，便表示他在屋內地下埋設地樁，若真為神意，能點出所在就無條件貢獻出來，結果乩童點中。
光緒十年（1884年），山腳庄民簡文質首倡，鳩資六百元，增建拜亭及護廊，十一月動工，光緒十一年（1885年）十二月竣工。

### 日治時期
1896年乙未戰爭，南投民軍群起抗日，4月20日，日軍遂圍剿林仔頭、田寮、萬丹等庄，廟身護廊遂罹兵燹。1901年，林仔庄簡正春首倡，庄民募款百餘元修復。1907年，林仔頭庄簡火、山腳庄簡耀宗二人為首，與兩庄庄民相議，再鳩資二百五十餘元修飾內部。1933年重修，添築本殿磚壁及改建兩廡，耗費日幣三千多元，並將廟名改稱「紫微宮」，取玄天上帝位居紫微垣之意。
廟宇曾作學堂使用，如曾任里長的簡煥基幼時就跟當地知名的漢學家簡平安學習漢文、書法。

### 戰後時期
今址為草屯鎮草溪路214號，屬上林里。
1967年4月，再議重修，並選出委員簡炎興等數十人籌辦，委託建築師林沂洽興工，改以鋼筋水泥建造，經半年本殿先告完成，翌年修建拜亭及增建牌樓，至1969年12月全部完成，惟彩畫粉飾至1970年2月才竣工，工資建材花去五十萬九千六百四十元。
2016年展開遷建後第二次修建，2017年4月12日舉行修建安龍謝土法會

## 文物

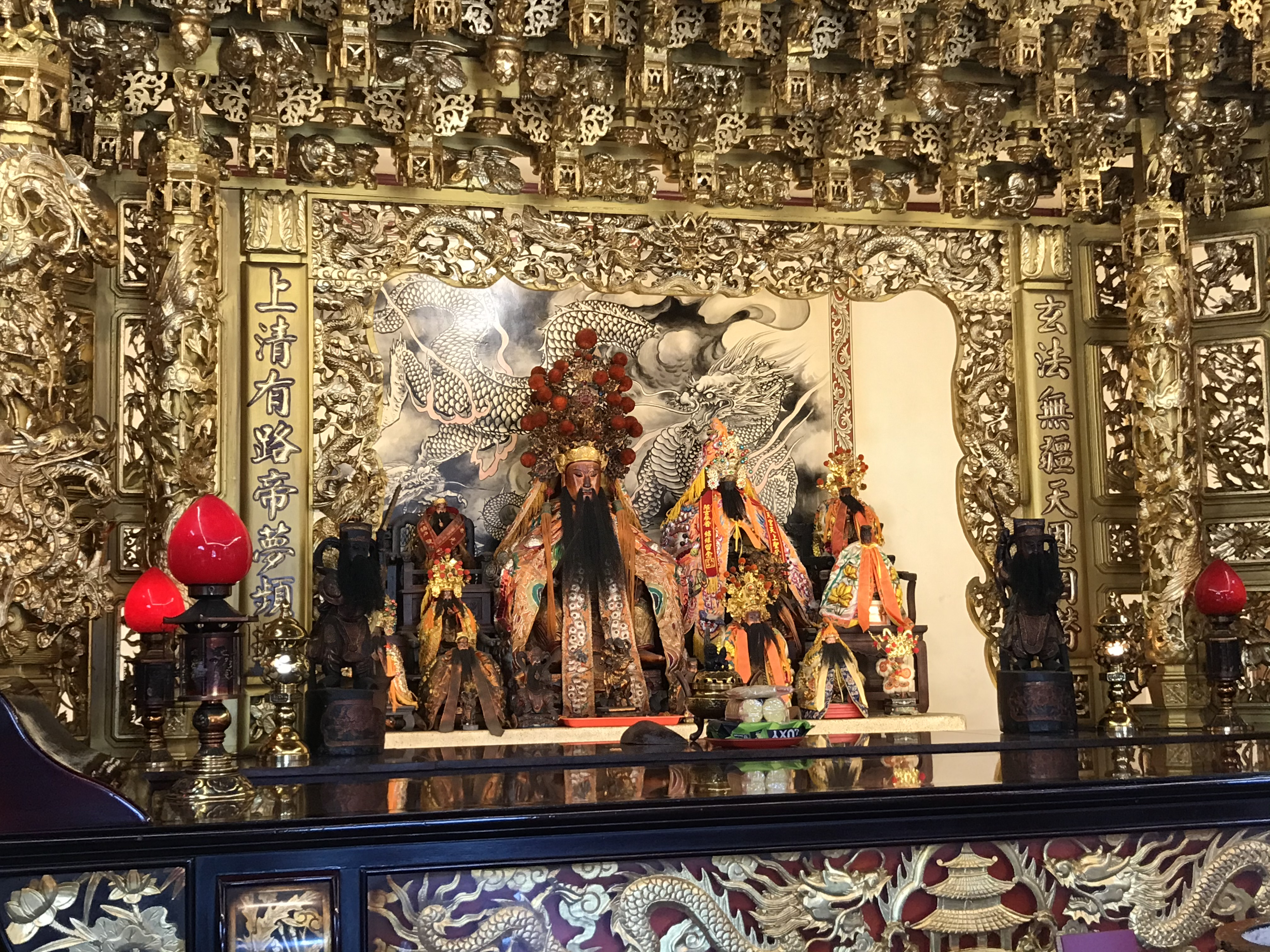
神像

廟方的陶香爐、「紫薇山」廟匾在2019年列為南投縣文化資產一般古物。「武威顯赫」、「護國佑民」匾分別為縣長林明溱、立委馬文君在2020年3月26日（農曆三月初三）玄天上帝聖誕所贈。
開基神像已固定在一尊高約54公分的木雕大神像肚子上，稱為「二帝爺」，會被信徒請到外地安神明、看風水、或有人身體不適請帝爺公去出診。大殿則再雕一尊更大的帝爺公神像負責鎮殿。